# Reprezentacja Niemieckiej Republiki Demokratycznej w koszykówce mężczyzn
Reprezentacja Niemieckiej Republiki Demokratycznej w koszykówce mężczyzn – drużyna, która reprezentowała NRD w koszykówce mężczyzn. Na Mistrzostwach Europy startowała pięciokrotnie, jednak nie zdobyła na tych zawodach ani jednego medalu.
W 1969 roku Socjalistyczna Partia Jedności Niemiec postanowiła skupić swoje poparcie przede wszystkim wobec tych dyscyplin sportowych, w których były zdobywane medale i zarabiane punkty na międzynarodowych turniejach. Tak koszykówka straciła znaczną pomoc rządową. Potem SED zakazała swoim koszykarzom występować w krajach nienależących do państw socjalistycznych i niezwykle ograniczyła sponsorowanie i wspieranie talentów. Spowodowało to koniec występów koszykarskiej reprezentacji NRD, która zaprzestała powoływać się po 1973 roku.

## Udział w imprezach międzynarodowych
- Igrzyska Olimpijskie
  - nie występowała

- Mistrzostwa Świata
  - nie występowała

- Mistrzostwa Europy
  - 1959 – 14. miejsce
  - 1961 – 12. miejsce
  - 1963 – 6. miejsce
  - 1965 – 10. miejsce
  - 1967 – 14. miejsce